# Hunmindzsongum
A Hunmindzsongum („A nép helyes kiejtésre tanítása”) klasszikus kínai nyelven írt dokumentum, mellyel Nagy Szedzsong koreai király a hangul ábécét vezette be a koreai nyelv leírására. Publikálásának feltételezett dátuma 1446. október 9., amit 1926 óta hangulnapként ünnepelnek Dél-Koreában. A Hunmindzsongumhoz készült kiegészítő dokumentumban (Hunmindzsongum herje, „magyarázat és példák”) lelhető fel a hangul alkotási folyamatának leírása, valamint a betűk alakjának magyarázata. A dokumentum 1997-ben bekerült az UNESCO A világ emlékezete programjába. 1962-ben Dél-Koreában nemzeti kincsnek nyilvánították.

## Tartalma
A dokumentumot a Csiphjondzson (집현전, „a kiválóságok csarnoka”) tudósai írták, az előszót Szedzsong király maga írta, ebben ad magyarázatot az új írás szükségességére. A hat fejezetből álló Hunmindzsongum herje tartalmazza a betűk alakjának és eredetének magyarázatát, a betűk részletes leírását és példákat a használatukra.
Részlet a bevezetőből, eredeti klasszikus kínai:
國之語音
異乎中國
與文字不相流通
故愚民 有所欲言
而終不得伸其情者多矣
予爲此憫然
新制二十八字
欲使人人易習便於日用"耳"(矣)
Hangul:
Fordítás:
Hazánk nyelve különbözik Kínáétól úgy, hogy a kínaiak írásjegyei alapján egymással nem tudunk közlekedni. Ezért a tanulatlan népnek bár az a vágya, hogy beszéljen, gyakran mégsem tudja érzéseit kifejezni. Emiatt megindultságomban 28 új írásjegyet hoz(at)tam létre. Szeretném, hogy mindenki könnyen megtanulja, és kényelmesen használja nap mint nap.